# Koloneia
Das Thema von Koloneia (altgriechisch θέμα Κολωνείας) war ein byzantinisches Thema im nördlichen Kappadokien und südlichen Pontos (heutige Türkei). Es wurde im 9. Jahrhundert gegründet und überdauerte, bis es von den Seldschuken nach der Schlacht bei Manzikert erobert wurde.

## Geschichte
Ursprünglich Teil des Armeniakon, wurde das Thema um die Stadt Koloneia (heute Şebinkarahisar) am Fluss Lykos eingerichtet. Das Thema ist erstmals 863 belegt, existierte wahrscheinlich schon früher als eigenständige Einheit: al-Masʿūdī berichtet, das Thema sei zuerst eine Kleisoura gewesen. Außerdem erwähnt das Werk Leben der 42 Märtyrer von Amorion, dass Kaiser  Theophilos (regierte 829–842) 842 einen gewissen Spatharios Kallistos zum Doux von Koloneia machte, was dieses Datum zum wahrscheinlichen Gründungsjahr des Themas macht.
Koloneias zurückgezogene Lage bewahrte es vor den schwersten arabischen Angriffen, außer einem größeren Raubzug von Saif ad-Daula im Jahr 939/940. Im Jahr 1057 unterstützten die Soldaten des Themas unter der Führung von Katakalon Kekaumenos die Rebellion von Isaak I. Komnenos. Im Jahr 1069 wurde das Thema vom aufständischen normannischen Söldner Robert Crispin besetzt. Nach der Schlacht bei Manzikert 1071 fiel es den Seldschuken schnell in die Hände.

### Lage
Im Werk De thematibus von Kaiser Konstantin VII. (regierte 913–959) umreißt dieser das Gebiet des Themas als zwischen Koloneia und Neocaesarea im Osten, Arabraka, dem Berg Phalakros (heutiger Karaçam Dağı), Nikopolis und Tephrike. Es beinhaltete auch 16 Festungen. Porphyrogennetos erwähnt auch, dass sein Vater Leo VI. (regierte 886–912) das Turma von Kamacha vom Thema Koloneia abspaltete, um (zusammen mit Keltzene) das neue Thema Mesopotamien zu formen.